# Kendall (Washington)
Kendall és una concentració de població designada pel cens dels Estats Units a l'estat de Washington. Segons el cens del 2000 tenia 158 habitants.

## Demografia
Segons el cens del 2000, Kendall tenia 158 habitants, 50 habitatges, i 36 famílies. La densitat de població era de 74,4 habitants per km².
Dels 50 habitatges en un 42% hi vivien nens de menys de 18 anys, en un 54% hi vivien parelles casades, en un 14% dones solteres, i en un 28% no eren unitats familiars. En el 22% dels habitatges hi vivien persones soles el 2% de les quals corresponia a persones de 65 anys o més que vivien soles. El nombre mitjà de persones vivint en cada habitatge era de 3,16 i el nombre mitjà de persones que vivien en cada família era de 3,81.
Per edats la població es repartia de la següent manera: un 38,6% tenia menys de 18 anys, un 7,6% entre 18 i 24, un 25,9% entre 25 i 44, un 21,5% de 45 a 60 i un 6,3% 65 anys o més.
L'edat mediana era de 28 anys. Per cada 100 dones de 18 o més anys hi havia 106,4 homes.
La renda mediana per habitatge era de 24.821 $ i la renda mediana per família de 24.821 $. Els homes tenien una renda mediana de 17.000 $ mentre que les dones 18.750 $. La renda per capita de la població era de 13.450 $. Cap de les famílies estaven per davall del llindar de pobresa.

## Poblacions més properes
El següent diagrama mostra les poblacions més properes.